# ヌスロッホ
ヌスロッホ (ドイツ語: Nußloch) はドイツ連邦共和国バーデン＝ヴュルテンベルク州ライン＝ネッカー郡南部に位置する町村（以下、本項では便宜上「町」と記述する）。ハイデルベルクの南約10kmのベルクシュトラーセ沿いに位置する。ヌスロッホにはマイスバッハが含まれる。

## 地理
この町はライン＝ネッカー大都市圏に含まれ、自然環境の上で4つの異なる部分からなる。ベルクシュトラーセの南端であり、オーバーライン地溝帯の東周縁部である。北東部からはオーデンヴァルトが始まり、南東部からはクライヒガウが始まる。ライムバッハ川がヌスロッホを貫いて流れている。この町は標高105mから317mに位置している。首邑の東約2kmに位置するマイスバッハ集落も自治体としてのヌスロッホに含まれる。

### 隣接する市町村
隣接する市町村は、北から時計回りにライメン、ヴィースロッホ、ヴァルドルフ、ザントハウゼンである。

### 町の構成
自治体としてのヌスロッホには、ヌスロッホとマイスバッハ、さらにホイザー・エルズヴェシュ、フィッシュヴァイラー、ミューレ、セメント工場の採石場、陶器工場が含まれる。

## 歴史
ヌスロッホは、ブドウ畑をロルシュ修道院に寄贈する際に作成された、ロルシュ文書の766年12月31日の日付がある書類に初めて記録されている。中世盛期には2つの城がヌスロッホ近郊にあり、この土地は分割して統治されていた。それぞれの領主は、リヒテナウ家とヴァインスベルク家であった。1259年と1269年に両者はプファルツ選帝侯領となり、キルヒハイマー・ツェント（地方行政区分）に属すこととなった。村の統治は、15世紀以降ベッテンドルフ男爵が担った。
この村は1301年にライン宮中伯と皇帝アルブレヒト1世とのフェーデに巻き込まれ、1462年のプファルツ戦争に見まわれたが、このためドイツ農民戦争では標的とならなかった。三十年戦争では、ほぼ全住民がいなくなった。1249年にMusebachとして初めて文献上に記録されたマイスバッハは、1648年から1653年まで、全く無人の集落であった。選帝侯カール・ルートヴィヒは1651年から、シュヴァーベン、バイエルン、チロル、スイスの人々を入植させた。17世紀末のフランス戦争で、村は再び荒廃した。
1803年にヌスロッホはバーデン領に移管され、19世紀に経済的な飛躍を遂げた。1870年頃に造られたタバコ工場と鉱山で100人以上の雇用が創出された。鉱山では、主にセメント製造のための石灰石の採掘が行われた。セメント工場はもともとヌスロッホに建設される予定であったが、1896年にライメンに建設された。
政治的には、第一次世界大戦以前にはナショナルリベラリズムが勢力をもち、後にドイツ社会民主党がこれを引き継いだ。ヴァイマル共和政の時代には、時折ドイツ共産党が議会の第1党になったが、やがて中央党が、そして最終的にはNSDAPが多くの票を獲得するようになった。
1935年にオクゼンバッハとマイスバッハが合併した。しかし、その2年後にはこの自治体は解消され、1937年4月1日にマイスバッハはヌスロッホと合併した。1945年3月31日に、アメリカ軍がライメンからヌスロッホに進軍した。この戦闘で町役場、24棟の民家、工場1棟が焼失した。第二次世界大戦後、多くの避難民を受け容れることで大幅に人口が増加し、新しい住宅地の大規模な造成により市街面積が拡大した。
| 年   | 1577 | 1777  | 1834  | 1875  | 1905  | 1939  | 1961  | 1965  | 1970  | 1987  | 1991  | 1995   | 2005   | 2015   |
| ---- | ---- | ----- | ----- | ----- | ----- | ----- | ----- | ----- | ----- | ----- | ----- | ------ | ------ | ------ |
| 人口 | 930  | 1,023 | 2,055 | 2,872 | 3,375 | 4,052 | 6,207 | 7,063 | 7,893 | 8,987 | 9,814 | 10,231 | 10,793 | 10,910 |

## 行政

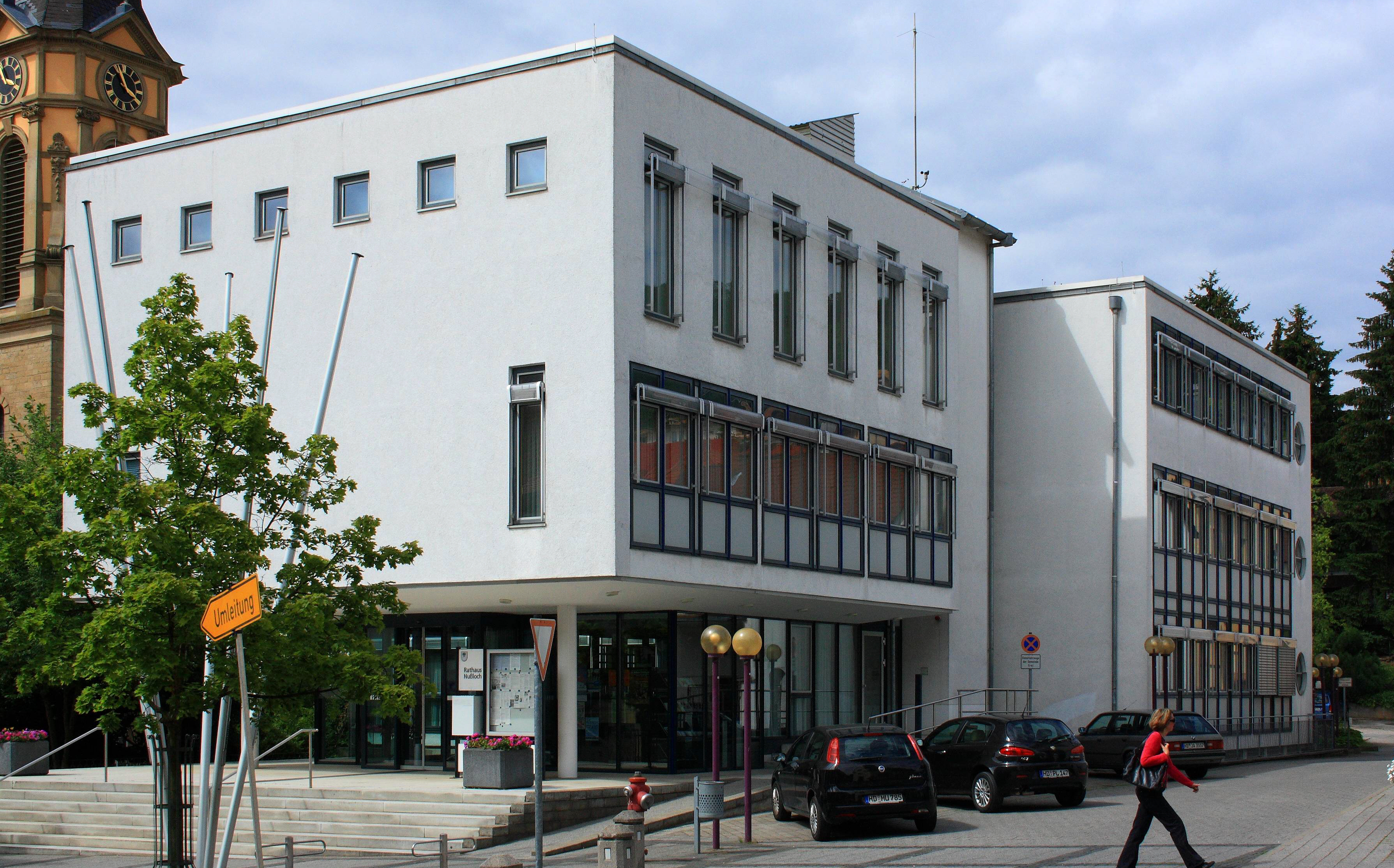
ヌスロッホの町役場

### 議会
バーデン＝ヴュルテンベルク州の市町村議会法に基づき、ヌスロッホの議会は18人の選挙で選出された議員で構成される。首長は、別枠で議席と投票権を有する。

### 紋章
図柄: 銀地に、銀と青の斜め格子の小盾、その上に黒い幹、黒い根を張り、緑の葉を茂らせたクルミの木。
この紋章は、1498年から使われた裁判所の印章に由来し、1898年にゲネラルラントアルヒーフの認可を得た。図柄は、プファルツ選帝侯の菱形と、町の名前（クルミ= Nuß）を示している。
旗は、青 – 白で、1965年に内務省の認可を得た。

### 友好都市
- アンデルノス ・レ・バン（フランス、ジロンド県）1977年
- Nagyatád（ハンガリー、ショモジ県）2000年
- セゴルベ（スペイン、バレンシア州）2001年

## 文化と見所

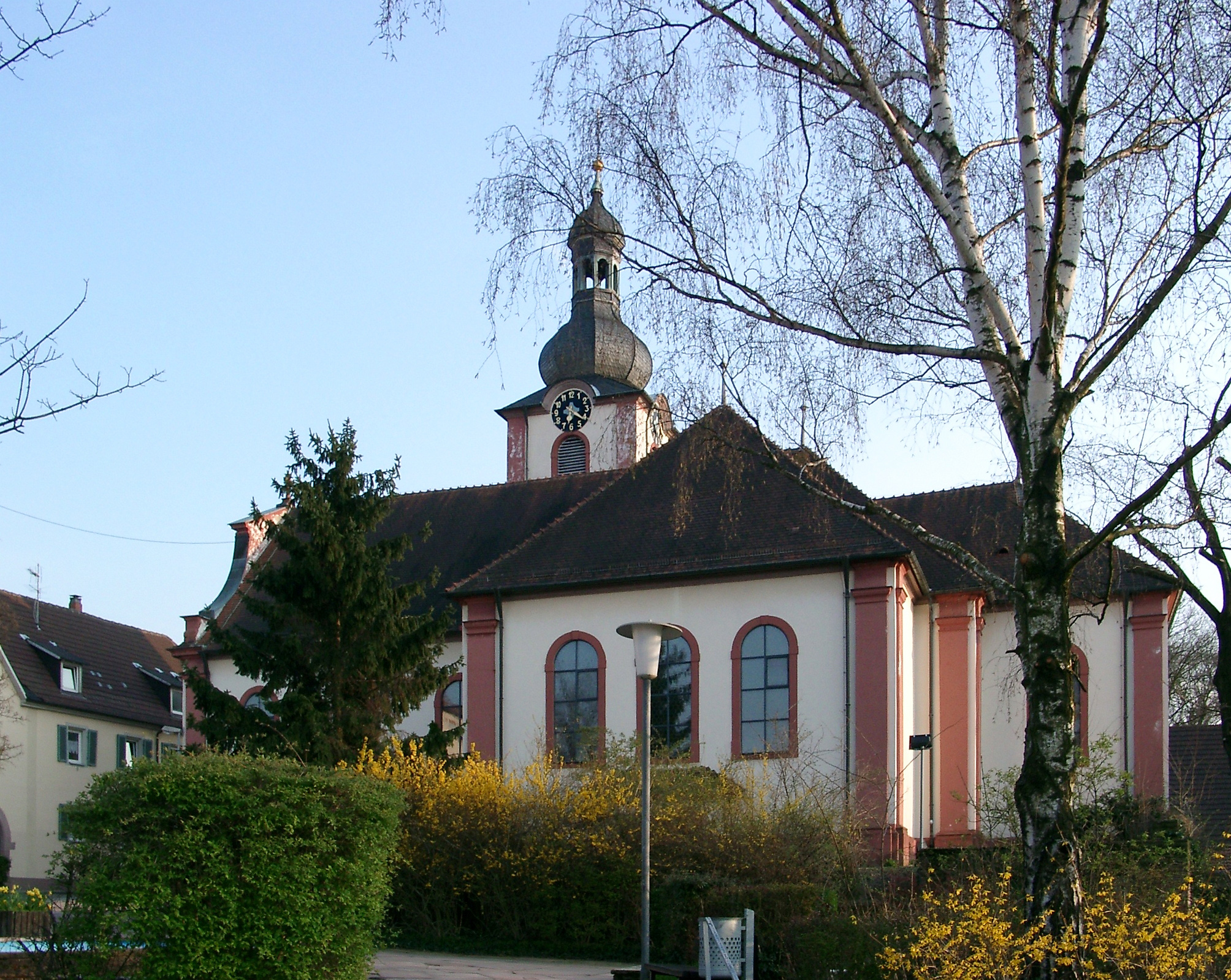
ラウレンティウス教会

### 建築
カトリックのラウレンティウス教会は、フランツ・ヴィルヘルム・ラバリアッティの設計に基づき1756年に建設された。1897年の翼廊には多角形の内陣が設けられている。
プロテスタント教会は、1812年に改革派教会によって建設された。内陣と鐘楼は1901年の拡張時に建設された。
旧町役場は1945年に破壊された。行政機能は以前学校だった建物に収められたが、1964年に新しい庁舎が完成した。この町役場は1995年に大規模な改修と刷新が行われた。

### スポーツ
最大のスポーツクラブは、6つの種目分野を持つSGヌスロッホである。
この町のスポーツ活動の看板の一つがSGヌスロッホのハンドボール部門であり、しばしば「ハンドボールの町ヌスロッホ」と称される。男子ハンドボール第1チームはバーデンのオーバーリーガ（バーデンリーガ）でプレイしている。

## 経済と社会資本
ヌスロッホには、Winter Holding GmbH & Co. KGがある。この会社は、服飾企業のBetty Barclayを傘下に置き、900人の従業員が世界中で活動している。
隣接するライメンにはセメント製造のHeidelbergCement社があり、ヌスロッホで採掘された原料を用いている。この工場は、原料となる石灰石の輸送のために採掘場から貨物用リフトを利用している。

### 交通
ヌスロッホの西方を南北に走る連邦道B3号線が接している。また西近郊をアウトバーンA5号線、南近郊をA6号線が通っている。
ヴィースロッホ、ライメン、ハイデルベルクへの路面電車は1973年に廃止された。現在はバス路線がこれらの町を結んでいる。ザンクト・イルゲン/ザントハウゼンにはバーデン本線の駅があり、ラインネッカーSバーンがこの路線を利用して運行している。ヌスロッホはライン=ネッカー交通連盟のサービス提供地域に含まれている。

### 教育
ヌスロッホには基礎課程学校が2校、実業学校を併設した本課程学校が1校ある。上級の学校はヴィースロッホ、ライメン、ザントハウゼンに通う。町は図書館を運営している。

## 人物

### 出身者
- ヨハン・アダム・ミュラー（1770年 - 1832年）農民指導者
- マルティン・ホフマン（1959年 - ）メディア・マネージャー
- マルクス・ミュンヒ（1972年 - ）サッカー選手

### ゆかりの人物
- ウルフ・ヘルシャー（1942年 - ）ヴァイオリン奏者。ヌスロッホ在住。
- マルティン・グルツィメク（1950年 - ）作家。ヌスロッホ在住。

## 引用と脚注
1. ↑  Statistisches Landesamt Baden-Württemberg – Bevölkerung nach Nationalität und Geschlecht am 31. Dezember 2023 (CSV-Datei)
2. ↑  Das Land Baden-Württemberg. Amtliche Beschreibung nach Kreisen und Gemeinden. Band V: Regierungsbezirk Karlsruhe Kohlhammer, Stuttgart 1976, ISBN 3-17-002542-2. S. 387–388
3. ↑  Herwig John, Gabriele Wüst: Wappenbuch Rhein-Neckar-Kreis. Ubstadt-Weiher 1996, ISBN 3-929366-27-4, S. 92
4. ↑   http://www.ebundesanzeiger.de/ の2007年5月31日の年次報告書による。